# Berdo (577 m)
Berdo (577 m) – szczyt w Bieszczadach Zachodnich w Paśmie Łopiennika i Durnej, wznoszący się na lewym brzegu Jeziora Myczkowskiego. Tworzy wydłużony, kilkuwierzchołkowy grzbiet ciągnący się na północnym zachodzie od doliny potoku Bereźnica (także Gołosanka lub Berezówka) po dolinę Myczkowskiego Potoku na południowym wschodzie. Stoki północno-wschodnie opadają do Jeziora Myczkowskiego, południowo-zachodnie do dolin dwóch potoków spływających w przeciwne strony; jeden z nich to dopływ Myczkowskiego Potoku, drugi jest dopływem Bereźnicy. Działem wodnym między tymi potokami biegnie grzbiet łączący Berdo z innymi wzniesieniami Pasma Łopiennika i Durnej, najbliższym jest Berce (541 m).
Berdo jest całkowicie porośnięte lasem. Nie prowadzi przez niego żaden szlak turystyczny, brak także dróg leśnych. Przy ujściu Myczkowskiego Potoku u podnóży Berda znajduje się należące do Myczkowa osiedle Zabrodzie.